# 바니야스 SC
바니야스 스포츠 & 컬쳐 클럽(아랍어: نادي بني ياس الرياضي الثقاف, 영어: Baniyas Sports & Culture Club)은 아부다비를 연고로 하는 아랍에미리트의 축구 클럽이다. 현재는 UAE 1부 리그에 참가하고 있다.

## 우승 기록

### 국내
- UAE 2부 리그: 2

1994–95, 2008–09
- UAE 3부 리그: 2

1997–98, 2004–05
- UAE 프레지던트컵: 1

1991–92
- 걸프컵: 1

2013

## 선수 명단

### 현역
참고: FIFA 자격 규정에 따라 소속된 국가대표팀 국기를 표시합니다. 선수는 복수의 FIFA 비회원국 국적을 가지고 있을 수 있습니다.
| 번호 | 포지션 | 국적   | 이름            |
| ---- | ------ | ------ | --------------- |
| 3    | DF     |        | 주앙 빅토르     |
| 4    | DF     |        | 요한 방스보     |
| 10   | MF     |        | 후안 바우자     |
| 27   | DF     | 가나   | 우마르 알리     |
| 30   | FW     | 세네갈 | 아부바카르 시세 |

| 번호 | 포지션 | 국적 | 이름 |
| ---- | ------ | ---- | ---- |

## 역대 감독
| 감독                   | 임기        |
| ---------------------- | ----------- |
| 가브리엘 칼데론        | 2011 ~ 2012 |
| 호르헤 다 실바         | 2013 ~ 2014 |
| 루이스 가르시아 플라사 | 2014 ~ 2016 |